# Harry Elmer Barnes
Harry Elmer Barnes, född 15 juni 1889, död 25 augusti 1968, var en amerikansk historiker och samhällsforskare.
Barnes blev 1918 professor i historia vid Clark University, 1923-30 i historisk sociologi vid Smith College och därefter vid New School for Social Research i New York. Han var från 1929 redaktör för Scripps-Howards tidning, deltog under första världskriget i en mängd officiella utredningar av ekonomisk, statistisk och sociologisk art. Genom en mångårig produktion av avhandlingar och kritisk forskning blev Barnes en av sin samtids inflytelserikaste samhällsforskare. Hans skrift The Genesis of the World War (1926, 3:e upplagan 1929) bidrog i hög grad till att motverka krigsskuldsdogmen och efterkrigspsykosen i USA. Bland hans övriga arbeten märks Sociology and Political Theory (1924), The New History and the Social Studies (1925), Psychology and History (1925), History and Social Intelligence (1926), The Repression of Crime (1926), Introduction to Sociology (1927), World Politics in Modern Civilisation (1930), The Story of Punishment (1930) och A History of Historical Writing (1937), An Economic History of the Western World (1937), Intellectual and Cultural History of the Western World (1937, ny reviderad utgåva 1941), Social Thought from Lore to Science (2 band 1938, tillsammans med Howard P. Becker), Society in Transition (1939) och Contemporary Social Theory (1940, tillsammans med Howard och F. B. Becker). Barnes utgav från 1924 History of Civilisation (tillsammans med Charles Kay Ogden) och från 1928 Studies in American Imperialism.